# 김정운 (1981년)
김정운(金政雲, 1981년 12월 3일~)은 대한민국의 영화 배우이다.

## 출연작

### 영화
- 2021년 《전야》 - 마현 역
- 2010년 《주유소 습격 사건 2》
- 2009년 《해운대》 - 형철 역
- 2006년 《백만장자의 첫사랑》
- 2001년 《친구》

### 드라마
- 2020년 KBS2 《위험한 약속》 - 이창욱 역
- 2018년 tvN 《김비서가 왜 그럴까》 - 박준환 역
- 2015 TVN <콩트앤더시티> 사이버 역
- 2015년 KBS2 《KBS 드라마 스페셜 - 노량진역에는 기차가 서지 않는다》 - 김윤철 역
- 2014년~2015년 OCN 《닥터 프로스트》 - 박 형사 역 (특별출연)
- 2014년 SBS 《청담동 스캔들》 - 복경호 (1~60회) / 김영규 (119회) 역
- 2011년 채널A 《해피앤드 101가지 부부이야기 - 시어머니의 올가미》 - 이정수 역
- 2010년 KBS2 《사랑하길 잘했어》 - 이영준 역
- 2010년 MBC 《로드 넘버원》- 김병구 역
- 2008년 SBS 《행복합니다》

### 뮤지컬
- 2019 <발칙한 로맨스>
- 2017 <놈놈놈>